# Bańdzioch

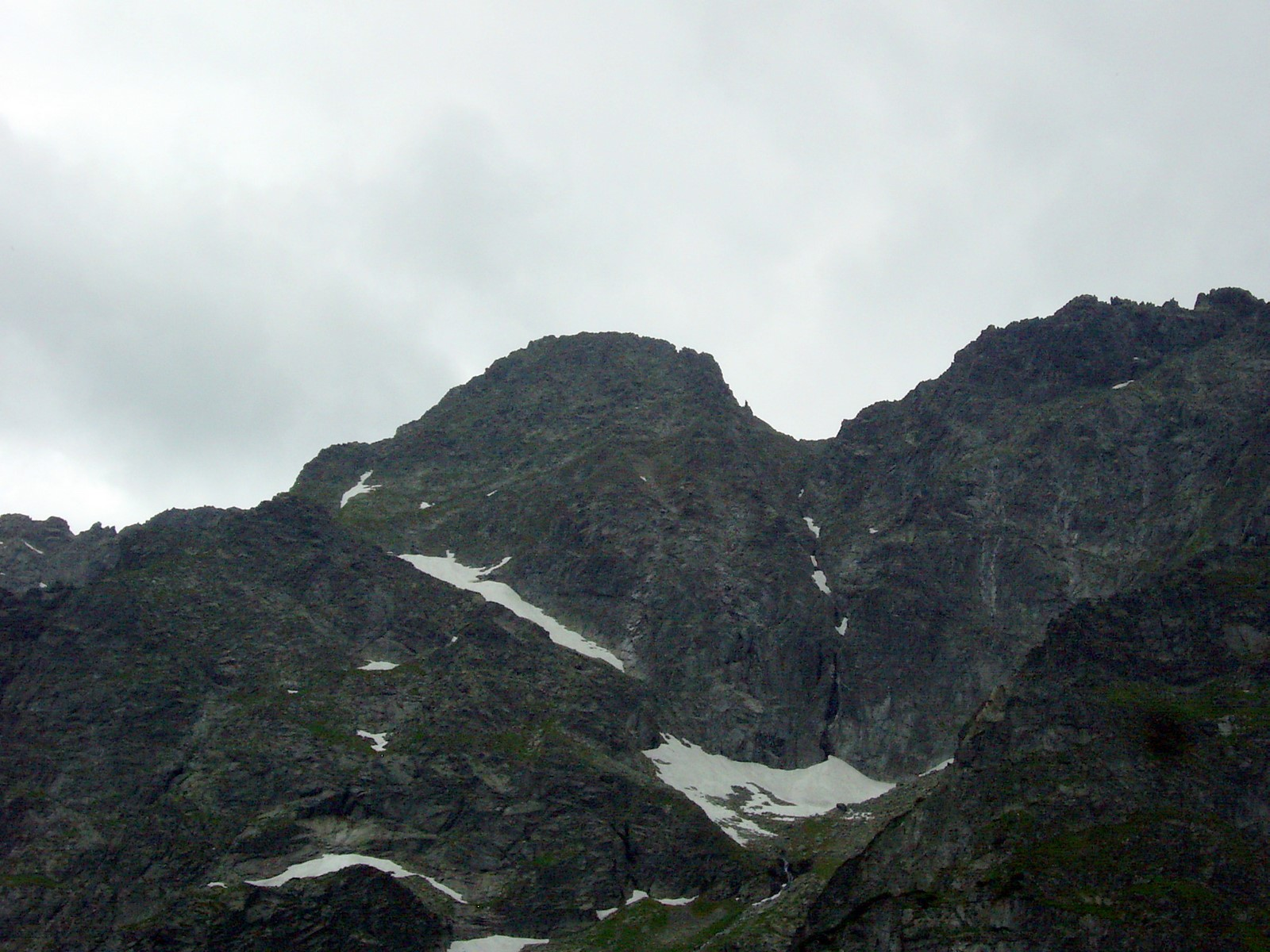
Zaśnieżony Wyżni Bańdzioch (po lewej) i zaśnieżony Bańdzioch (na środku)

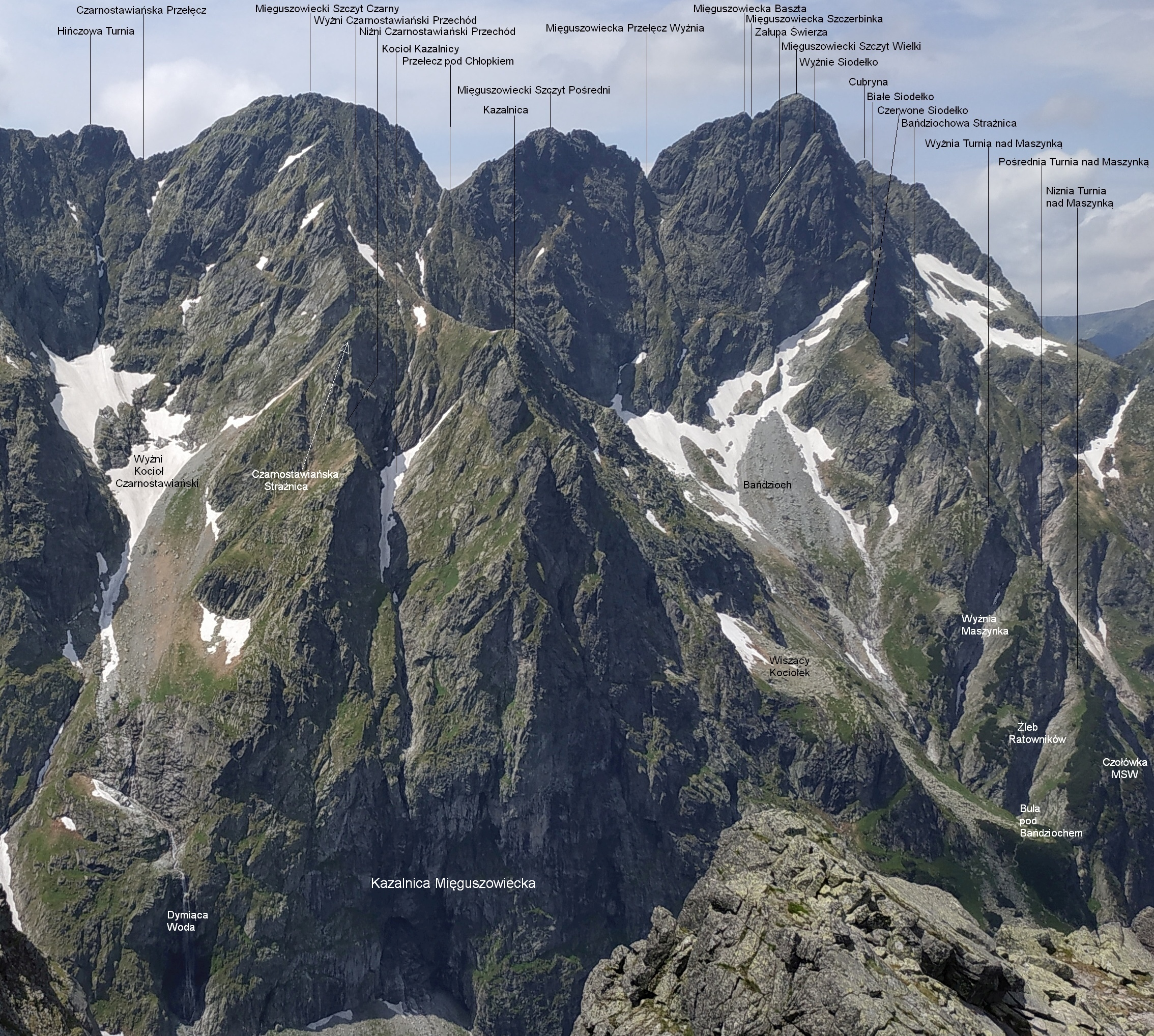
Bańdzioch wśród opisanych obiektów

Bańdzioch (niem. Wans, słow. Bachor, węg. Bendő) – kocioł lodowcowy na północnych, opadających do Morskiego Oka ścianach Mięguszowieckich Szczytów. Jest największym wśród kilku kotłów w Dolinie Rybiego Potoku. Dawniej nazywany był Mięguszowieckim Kotłem, Wielkim Mięguszowieckim Kotłem lub Mięguszowieckim Bańdziochem. Nazwy te jednak nie przyjęła się ani w środowisku taternickim, ani turystycznym i obecnie praktycznie używana jest tylko nazwa Bańdzioch. W gwarze podhalańskiej i w polskiej gwarze spiskiej słowo bańdzioch oznacza brzuch, zaś w Tatrach nazwą tą określano kotły lodowcowe.
Bańdzioch ma ogromną rozpiętość pionową – od 1700 do 2100 m n.p.m. Znajduje się poniżej pionowych ścian wszystkich trzech Mięguszowieckich Szczytów. Jego prawe (patrząc od dołu) ograniczenie tworzy Mięguszowiecki Filar, lewe Siodło za Kazalnicą, Kazalnica, opadająca z niej grzęda, niżej przechodząca w wał zakończony Bulą pod Bańdziochem. Z najniższej części Bańdziocha na Szeroki Piarg nad Morskim Okiem opada ogromne żlebisko zwane Maszynką do Mięsa. Odwadnia ono całą depresję pod Mięguszowieckimi Szczytami, nim też schodzą lawiny śnieżne i kamienne.
Bańdzioch jest dobrze widoczny znad Morskiego Oka. Najwyższe piętro kotła, podchodzące pod Mięguszowiecką Przełęcz pod Chłopkiem (2307 m), to Wyżni Bańdzioch. W linii spadku przełęczy znajduje się płat „wiecznego” śniegu o cechach lodowczyka – tzw. Lodowczyk Mięguszowiecki lub Mięguszowiecki Śnieżnik, zauważony już w 1910 r. przez Mariusza Zaruskiego. Obecnie płat powoli topnieje. Roślinność w obrębie Bańdziocha jest uboga, ale w niektórych miejscach znajdują się stanowiska ziołorośli takich jak miłosna górska i omieg górski. Rosną też tutaj warzucha tatrzańska i ukwap karpacki – rzadkie rośliny wysokogórskie, w Polsce występujące tylko w Tatrach i to na nielicznych stanowiskach. Często można tu dostrzec kozice.
Bańdzioch odwadniany jest przez dwa niewielkie cieki wodne. Lewy z nich to Potoczek spływający wzdłuż zachodnich podnóży Kazalnicy Mięguszowieckiej. Drugi ciek odwadnia południowo-zachodni kraniec Bańdziocha. Obydwa, zwykle ubogie w wodę cieki wpadają dwoma wodospadami do głębokiego kociołka nad progiem Maszynki do Mięsa.
Dolną częścią Bańdziocha prowadzi znakowany szlak turystyczny na Przełęcz pod Chłopkiem. Znajduje się przy nim wielki głaz – Koleba pod Chłopkiem.

## Turystyka i taternictwo
Czarny Staw – Bańdzioch – Siodło za Kazalnicą – Galeryjka – Przełęcz pod Chłopkiem. Czas przejścia: 2:30 h, ↓ 2 h.
Do Bańdziocha można też dojść dwiema drogami wspinaczkowymi (tylko dla taterników). W. Cywiński ostrzega: miejsce bardzo lawiniaste, W warunkach złych należy go unikać jak diabeł święconej wody:
1. Z Wielkiego Piargu przez Maszynę do Mięsa; 0 w skali tatrzańskiej, deniwelacja ok. 170 m, czas przejścia 30 min,
2. Przez lodospad (zimą); kąt nachylenia 80–90 stopni[3].